# 庄田定賢
庄田 定賢（しょうだ さだかた、生年不詳 - 永禄4年9月10日（1561年10月18日））は、戦国時代の武将。越後国の戦国大名長尾氏のち上杉氏の家臣。惣左衛門尉を名乗る。

## 生涯
生年は不詳。永正、大永、享禄年間に庄田内匠助が古志長尾氏関連文書にその名がみられる。庄田氏は只見氏、大関氏と並び古志長尾氏における重臣であった。定賢は内匠助の次世代にあたる。天文12年（1543年）長尾景虎は栃尾城に入城し古志長尾氏を継承したとされ、それに伴い定賢も景虎の家臣になったと想定される。景虎は天文17年（1548年）末に守護代長尾氏の家督を相続し、春日山城へ移り、定賢もそれに従った。
家督相続当初の景虎政権は、大熊朝秀、直江実綱ら府内政権の伝統的基盤と、本庄実乃や定賢のような栃尾在城時からの腹心によって支えられていた。実際に定賢は景虎の家督相続直後から内政に関わっており、天文18年（1549年）4月27日景虎が流通統制の一環として府内大橋場（応化橋）における橋の通行と橋賃について掟書を定めた際、景虎は定賢へ府内大橋場の権益を与えると共に荒廃していた橋の復興を命じている。また、定賢は外交文書の発給も行い、天文23年（1554年）3月には定賢が本庄実乃と連署し、長尾氏と姻戚である信濃高梨氏を大檀那とする北信濃の古刹である浄土真宗本誓寺へ、前年の景虎上洛時の協力について感謝を伝え今後京都へ使者が向かう時の支援を依頼している。
天文19年（1550年）9月、景虎と長尾政景の関係が悪化したことにより、定賢は両勢力の境目にあたる魚沼郡へ派遣され、景虎に味方する福王寺氏らと共に軍事活動にあたっている。これを天文18年とする指摘もある。長尾政景との抗争後は、魚沼郡において領主である平子氏と宇佐美定満の間で所領争いが発生し訴訟となり、定賢は領主と裁定する奉行人の間を仲介している。天文21年（1552年）7月、景虎は関東管領である上杉成悦の要請を受け関東へ出陣する。定賢もこれに従い関東へ出陣した。同年10月には景虎より関東出陣を慰労する書状が送られている。定賢は軍事面の活躍も顕著であり、これは景虎が前線へ旗本を派遣し軍監の役割を担わせると共に軍事力増強を図ったという指摘に合致するものと考えられる。定賢の直臣旗本という立場は永禄2年（1559年）景虎の二度目の上洛の帰国後に祝儀の太刀を献上した者の記録である「越後平定以下祝儀太刀次第写」において、定賢は「御馬廻年寄分之衆」の項に「庄田方」としてその名がみえ、明らかである。
弘治2年（1556年）8月、景虎の重臣である大熊朝秀が武田晴信（信玄）と結び出奔、挙兵に及んだ。越中越後国境に在陣した朝秀に対し景虎は定賢を上野家成らと共に前線の西浜口に派遣する。同月23日駒帰の戦いで定賢らが勝利し、大熊朝秀は武田晴信のもとに敗走した。また、大熊朝秀は反乱以前において財政を管理する組織である公銭方の一員として段銭の徴収を行っていたため、出奔後にその立て直しが求められた結果、公銭方を継承し財政を管理したのは定賢を始めとする景虎側近であった。段銭請取状の署判者の一人として、弘治2年9月1日に初めて定賢の名前がみえ終見は永禄2年2月23日である。
永禄4年（1561年）8月、上杉政虎（この年閏3月長尾景虎が上杉氏を継ぎ改名）は信濃へ向けて出陣し、9月10日川中島において武田信玄と合戦に及んだ（第四次川中島合戦）。この合戦において、定賢は戦死した。
その後、定賢の後継者とみられる庄田惣左衛門が永禄12年（1569年）、元亀3年（1572年）に河田長親より越中において知行を宛てがわれている。この惣左衛門尉の一族もしくは同一人物と思われる庄田越中守が、元亀3年9月に上杉謙信の越中出陣の間の守備として不動山城に派遣されている。さらに庄田隼人佑という人物もみられ、元亀4年（1573年）謙信に越中海岸での牢人の海賊行為に対処するように命じられるなど、奉行人として活動した。